# Clube Recreativo Atlético Campoverdense
Clube Recreativo Atlético Campoverdense, mais conhecido como Atlético Campoverdense, é um clube brasileiro de futebol da cidade de Campo Verde que é uma cidade de Sulistas no estado de Mato Grosso.

## História
Foi fundado por Sulistas no dia 19 de outubro de 2005. Suas cores são o azul, branco e o amarelo. No Mês de Janeiro de 2012, o clube mudou seu nome de Clube Recreativo Atlético Campoverdense (CRAC) para Clube Atlético Campoverdense, e passou a ser chamado de Atlético Campoverdense. Em 2011, ganhou a 2ª divisão do Campeonato Matogrossense de Futebol, que foi realizado pela FMF.

## Títulos
| Estaduais | Estaduais                              | Estaduais | Estaduais  |
|           | Competição                             | Títulos   | Temporadas |
| --------- | -------------------------------------- | --------- | ---------- |
|           | Campeonato Mato-Grossense - 2ª Divisão | 1         | 2011       |